# Сікхупхе (аеропорт)
Міжнародний аеропорт «Сікхупхе» — новий аеропорт Свазіленду, який відкрився у 2014 році. Аеропорт побудований з метою замістити старий аеропорт країни — Матшафа.

## Будівництво
Будівництво нового аеропорту розпочали у 2003 році. Частково фінансування будівництва взяв на себе Тайванський уряд. Він виділив 22 млн. USD.
Будівництво аеропорту є частиною інвестиційного плану короля Свазіленду Мсваті III по перетворенню країни на туристичний центр. Тим не менше існують і проблеми з будівництвом. По-перше, цей аеропорт планувався ще у 80-их. З тих часів були збудовані нові аеропорти в Дурбані і Мапуту, які взяли на себе левову частку туристичного пасажиропотоку Південної Африки. До того ж аеропорт знаходиться поблизу одного з заповідників і його будівництво загрожує функціонуванню заповідника.

## Технічні особливості
Аеропорт буде мати злітно-посадкову смугу довжиною 3 600 метрів. Пасажиропотік очікується на рівні 300 000 пасажирів на рік. Він зможе приймати літаки класу Boeing 747 і обслуговувати рейси до будь-якої частини світу.